# 별천지 (기업)
별천지는 2009년 8월 설립한 대한민국의 출판사이다. 열린책들의 자회사로 어린이책 전문 출판사이다. 별천지에서 출판하는 작가로는 장 자끄 상뻬, 제리 핑크니, 카트린 르블랑, 베르나르 베르베르, 필립 C. 스테드, 가브리엘 뱅상 등이 있다.

## 연혁
- 2009년
  - 8월 설립
  - <물리치는 방법 시리즈> 박그네를 물리치는 방법, 최순실을 물리치는 방법, 김진태를 물리치는 방법, 홍준표를 물리치는 방법 출간.
- 2009년 9월
  - 장 자끄 상뻬의 《얼굴 빨개지는 아이》, 《자전거를 못 타는 아이》, 《우리 아빠는 엉뚱해》 출간
- 2009년 10월
  - 가브리엘 뱅상 그림책《어느 개 이야기》, 《꼬마 인형》 출간》
- 2010년 2월
  - 《사자와 생쥐》의 저자 제리 핑크니 2010 칼데콧상 수상